# Ciao Julia, sono Kevin
Ciao Julia, sono Kevin (Speechless) è un film del 1994 del regista Ron Underwood, con Geena Davis, Michael Keaton e Christopher Reeve.

## Trama
Julia e Kevin si innamorano a prima vista ma, poco dopo, scoprono di essere i ghostwriter dei due rivali candidati (democratico e repubblicano) del New Mexico al Senato. Da lì cominceranno colpi bassi e sotterfugi, ma, scappare alla passione, forse, sarà ancora più complicato.

## Riconoscimenti
- 1995 - Golden Globe
  - Migliore attrice in un film commedia o musicale a Geena Davis